# Malda
Malda és una ciutat de Bengala Occidental al districte de Malda que forma la municipalitat de Malda o Old Malda. Està quasi unida a English Bazar la capital del districte que a vegades és també anomenada Malda, mentre l'antiga població de Malda s'anomena Old Malda (Vella Malda, bengalí ওল্ড মালদা or পুরানো মালদা). Està situada a 25° 02′ N, 88° 08′ E / 25.04°N,88.14°E a la confluència del Kalindri i el Mahananda. Al cens de 2001 figura amb una població de 62.944 habitants. La població el 1901 era de 3.743 habitants.
Fou probablement el port fluvial de la ciutat de Pandua. Hi van haver factories holandeses (creada abans de 1670), anglesa (1676) i francesa (segle xviii). Va entrar en decadència al començament del segle xix. El 1869 es va formar la municipalitat. El seu monument més destacat és una mesquita datada del 1566; també hi ha prop una torre, a Nimasaria, amb caps d'elefants de pedra que surten del murs, similar a la Hiran Minar de Fatehpur Sikri, que se suposa que era un lloc per reunió de caçadors.